# Cochamó
Cochamó este o comună din provincia Llanquihue, regiunea Los Lagos, Chile, cu o populație de 3.908 locuitori (2012) și o suprafață de 3910,8 km2.